# Sarcolaenaceae
Sarcolaenaceae é uma família de plantas angiospérmicas (plantas com flor — divisão Magnoliophyta), pertencente à ordem Malvales.
A ordem à qual pertence esta família está por sua vez incluida na classe Magnoliopsida (Dicotiledóneas): desenvolvem portanto embriões com dois ou mais cotilédones.
Esta família é constituida por 60 espécies repartidas em 9 géneros. São árvores ou arbustos de folha persistente, originárias de Madagáscar.